# Доротея Брауншвейг-Вольфенбюттельская
Доротея Брауншвейг-Вольфенбюттельская (нем. Dorothea von Braunschweig-Wolfenbüttel; 8 июля 1596, Вольфенбюттель — 1 сентября 1643, Галле) — принцесса Брауншвейг-Вольфенбюттельская, в замужестве маркграфиня Бранденбургская.

## Биография
Доротея — дочь герцога Генриха Юлия Брауншвейг-Вольфенбюттельского и его второй супруги Елизаветы Датской, старшей дочери короля Дании Фредерика II. 1 января 1615 года в Вольфенбюттеле принцесса Доротея вышла замуж за маркграфа Кристиана Вильгельма Бранденбургского, архиепископа Магдебурга. Женившись, он лишился этого титула и назывался управителем архиепископства. В 1632 году муж Доротеи перешёл в католицизм и убедил сменить вероисповедание их единственную дочь Софию Елизавету. Доротея, опасавшаяся возраставшего влияния мужа, отдала дочь на воспитание тётке, Гедвиге Датской, к саксонскому двору во Фрайберге. Во время Тридцатилетней войны Доротее пришлось укрываться в монастыре Цинна вместе с королевой Швеции Марией Элеонорой Бранденбургской. Доротея умерла в Галле, резиденции своего супруга, и была похоронена в братской церкви в Альтенбурге.

## Потомки
В браке у Доротеи родилась единственная дочь:
- София Елизавета (1616—1650), замужем за герцогом Фридрихом Вильгельмом II Саксен-Альтенбургским (1603—1669)